# Долни Вадин
До̀лни Вадѝн е село в Северозападна България, община Оряхово, област Враца.

## География
Село Долни Вадин се намира на около 79 km североизточно от областния център град Враца, около 25 km изток-югоизточно от общинския център град Оряхово и около 42 km северозападно от град Плевен. Разположено е изтеглено в направление запад – изток по стръмно слизащ към река Дунав склон покрай десния (южния) бряг на реката. Надморската височина в селото откъм реката е около 35 – 45 m и нараства до около 80 – 90 m в южния му край; на около 0,5 km на юг е 150 – 170 m, а на около 1,5 km е ридът Мъгура-Генчи (212,3 m).
Общински път на запад през село Горни Вадин води до връзка с второкласния републикански път II-11 Видин – Лом – Оряхово – Гулянци – Никопол).
Землището на село Долни Вадин граничи с Румъния на север и със землищата на:; село Крушовене на изток; село Брегаре на юг; село Горни Вадин на запад.
Етническият състав на населението на село Долни Вадин по численост и дял на етническите групи според преброяването през 2011 г. е:
| Етнически групи     | Численост | Дял (в %) |
| Общо                | 236       | 100       |
| Българи             | 231       | 97,88     |
| Турци               | 0         | 0         |
| Цигани              | ...       | ...       |
| Други               | ...       | ...       |
| Не се самоопределят | ...       | ...       |
| Неотговорили        | 1         | 0,42      |

Числеността на населението на село Долни Вадин по данните от преброяванията от 1934 г. насам се променя както следва:
| \| Година на преброяване \| Численост \| \| --------------------- \| --------- \| \| 1934 \| 1163 \| \| 1946 \| 1198 \| \| 1956 \| 1109 \| \| 1965 \| 1015 \| \| 1975 \| 833 \| \| 1985 \| 591 \| \| 1992 \| 529 \| \| 2001 \| 399 \| \| 2011 \| 236 \| \| 2021 \| 128 \| |           |
| Година на преброяване | Численост |
| 1934 | 1163      |
| 1946 | 1198      |
| 1956 | 1109      |
| 1965 | 1015      |
| 1975 | 833       |
| 1985 | 591       |
| 1992 | 529       |
| 2001 | 399       |
| 2011 | 236       |
| 2021 | 128       |

## Културна дейност
В селото има читалище – Народно читалище „Съзнание“ (1927 г.), което развива активна дейност с много и различни инициативи. Има богат библиотечен фонд.
В селото има малък музей на риболова в р. Дунав.
Сред инициативите на читалището е „Село назаем“ – млади хора доброволци посещават селото лятно време и помагат с различни дейности.

## История
Селото – тогава под името Вадин заедно със село Горни Вадин, е в България от 1878 г., след края на Руско-турската война 1877 – 1878 г. и Освобождението. При преброяването на населението в Княжество България през 1881 г. селото е под името Вадин – заедно с Горни Вадин, и има 743 жители. При преброяването през 1893 г. селата са две отделни: Горни Вадин (625 жители) и Долни Вадин (474 жители).
Сведения за селото под името Оставадин има в турски документи от 1617 и 1632 г.
Непосредствено под селото на брега на Дунав са развалините на римския кастел Валериана.
Граф Луиджи Марсили (1658 – 1730) описва тези развалини след минаването си оттам в края на XVII век така: „Тук до реката могат да се видят значителни останки от зидария, от която най-големият къс е навлязъл няколко стъпки във водата и има вид на паваж, направен от огромни дялани камъни. Остатъкът от зидарията е от тухли ...“. Всъщност това, което описва граф Марсили, е северната стена на кастела. Тя е подмита в основата си от водите на Дунав и изцяло е паднала в реката. В развалините на този кастел са намерени много предмети от римско време. От тях са публикувани една бронзова статуйка на богинята Венера, част от мраморна оброчна плоча с релефно изображение на бог Митра, друга една плоча, на която е представена борба между бик и куче и други.
Открити са и две големи съкровища от римски сребърни републикански монети, сечени през I и II век пр. Хр.. Тези две монетни съкровища показват, че преди римското господство в района на днешното село Долни Вадин е имало тракийско селище с богати хора. Вероятно при някаква голяма опасност те са укрили своето сребро в земята. Предполагаемата опасност може да е идвала от похода на римския пълководец Марк Лициний Крас в 28 г. пр. Хр. срещу племената бастарни. Притежателите на тези монетни съкровища вероятно са били отвлечени в плен или убити.
Намерена е и една находка от римски бронзови монети от IV век в чифлика на Попов. Тези монети са били зарити вероятно във връзка с втория поход на готите или поради някакво местно събитие.
Село Долни Вадин, което до 1900 г., се нарича Стар Вадин или само Вадин, се среща в османски регистри от 1617 и 1632 г. под името Остовадин. Това означава, че селото със сигурност е заварено от османските поробители в края на XIV в. с днешното си име. Крайдунавските села са имали много превратна съдба по време на владичеството. Често са били обезлюдявани до човек. Оцелелите се спасявали във Влашко, но когато преметнела опасността пак се завръщали. Да вземем само едно сведение, това на Хаджи Калфа, който е минал оттук през средата на XVII в. В своя пътепис той сочи, че Оряховският край представлява същинска пустиня. Всъщност самото селищно име Вадин е доста старинно и сочи датата на своето образуване преди XIV век. Името Вадин произхожда от изчезналото вече от обращение лично име на човек Вадин. То е образувано от Вадо и –ин, подобно на Ваклин, Вълкашин и други. Личното име Вадо е съкращение от изчезналото вече име Вадомир или Вадимир, което означава „да бъде прочут обвинител, да укорява и съди“.
Село Вадин се споменава и в един план на река Дунав от Земун до устието ѝ, съставен от 1779 г. до 1782 г. В този план е описан Дунавският бряг, върху който са разположени град Оряхово и селата Селановци, Остров, Вадин и Бешлии. Село Вадин е намерило място и в един пътепис от 1832 г. Това село е имало 39 уземни къщи (бордеи, землянки), в които са живеели 150 жители. Не е никак чудно, че населението на Вадин през 1832 г. е било толкова малко. По време на руско-турската война от 1828 – 1829 г. от село Вадин са избягали 56 семейства и са потърсили убежище в Румъния. На 10 април 1830 г. тези бежанци отправили молба до румънското правителство да им разреши официално да се заселят във Влашко, където вече се били настанили. Ето списъка на тези 56 семейства от Вадин: „В село Янка били вече дошли Марин Гереза и Опро Митров, в село Потелу: Тодор Буйна, Никола, зет на попа Дино, Йон Баур, Йон, син на Скурто, брат му Нечо, Добре Стойкин, брат му Флоро, брат му Стойко, Симеон, брат на Стойко, Радо Бузатулуй, Илия Щапела, Ене Бузата, Тодор, син на Ене Бузата, брат му Михаил, Йон, син на Гита, Лупо, син на Гина, Стан, Флоро Лунго, Спиро Доншарчеа, Стефан Шайгара, Стоян Шека, Стан Чобано, Първо Румъно, Стан ал Стойко; вадинчени, които вече живеели в село Хотару: Флоро Попеску, Майан ал Дино, Нико, негов брат, Станко Кокора, синът му Стоян, Андрей ал Кокоръй, Дино Савчо, Илие Яно, Илие Кунеско, Първан Пирой, брат му Тудор, Станко Владо, Ника ал Шони, Бадо Чобано, Лазар, син на Дан, синът му Кръскьо, Тудор, зет на Лазар, Флоро Вънтура Пае, Туле Въто, Димитро Човика, Радо луй Марко, Радо Тудориа, Динка ал Мария; в село Грождибоду: Йон Преда, Йон Сърбулеско, Стефан Банолуна, Косто Бузато, Стан Чобанел, Стоян Първолето и Тома Чоклу“.
По-голямата част от изселените в Румъния вадинчани след време се връщат. Това се вижда и от нарастване броя на неговите жители. Така от 39 уземни къщи през 1832 г. те стават 80 в 1860 г. и 108 къщи и 168 венчила през 1872 г. Бързото нарастване на населението на село Вадин е спомогнало тук да се открие българско училище още в 1855 г. През 1864 г. обучението още се е водело по „килийната метода“ от поп Марин Попов. В 1865 г. тук идва учителят Иван Генов от село Кунино. Той се учи в родното си село при даскал Дико от Враца. Преди да дойде във Вадин е учителствал в село Ставерци (от 1858 г. до 1863 г.) и 2 години в с. Брегаре (от 1863 г. до 1865 г.). Във Вадин той учителства 12 години и тук го заварва Освободителната война. Когато идват русите, той бил вече арестуван от турската власт и затворен в един яхър в село Остров. Учителят Иван Генов пръв въвежда взаимоучителната метода в обучението.
След Освобождението в с. Долни Вадин се заселва Ботевият четник Младен Павлов Калинов – Козлодуйското даскалче. Неговата къща стои до Дунавския бряг, близо до развалините на римския кастел. След 1878 г. населението на Вадин бързо нараства от пришълци от страната и завърналите се от Влашко бежанци. Мястото тук е стръмно и не позволява разширяване на селото. Ето защо идващите се заселили малко по-на запад и образували отначало квартал на с. Вадин. По-късно новото селище бива наречено Нов Вадин, а старото Стар Вадин. От 1900 г. се оформили две административни единици, наречени Долни Вадин и Горни Вадин. Поради всичко това и общото им землище, много от имената на местностите се повтарят. Повтарят се и имената на родовете. По-важни родове в село Долни Вадин са: Въкови, Григорови, Житянови, Попови, Татаркови и Янчови.
В началото на XX век жителите на селото са главно власи.

## „Свети Георги“
Църквата „Свети Георги“ е построена в 1883 година. В нея работи дебърският майстор Велко Илиев. Църквата е разрушена от Вранчанското земетресение в 1977 г. В 1999 г. кметството и читалището в Долни Вадин започват кампания за събиране на пари за нова църква. В 2000 г. митрополит Калиник Врачански осветява основите. Църквата е построена изцяло с дарения и е осветена от митрополит Калиник на Гергьовден 2007 г.

## Обществени институции
Село Долни Вадин към 2025 г. е център на кметство Долни Вадин.
В село Долни Вадин към 2025 г. има:
- действащо читалище „Съзнание 1927“;[18][19]
- православна църква „Свети Георги“;[20]
- пенсионерски клуб (ул. „Хан Аспарух“ № 26);[21]
- пощенска станция.[22]